# Erich Ruschkewitz
Erich Ruschkewitz (* 16. Juli 1904 in Bütow, Provinz Pommern; † nach dem 9. Dezember 1941 in Riga) war ein deutscher Journalist und Lyriker. 

## Leben
Als Erich Ruschkewitz zehn Jahre alt war, zogen seine Eltern Karl und Jenny Ruschkewitz mit ihm ins nahe gelegene Danzig, und diese Stadt blieb für ihn lebenslang Wohnort, Wirkungsstätte und atmosphärischer Hintergrund seiner literarischen Tätigkeit. Die Familie wohnte An der Reitbahn 6; am Kohlenmarkt besaß der Vater ein Schuhgeschäft. Erich veröffentlichte ab 1923 Gedichte und Erzählungen in der Danziger Rundschau und ab 1925 auch lokale Nachrichten, Essays und Polemiken in der Danziger Volksstimme. Seine Gedichte, „die von Kurt Tucholsky beeinflusst sind und dem Expressionismus nahe stehen“ und „geprägt sind von einer Atmosphäre zwischen Melancholie und Ironie“, erschienen auch in überregionalen satirisch-kritischen Zeitschriften wie dem Simplicissimus sowie in Das Stachelschwein, Die Weltbühne und Das Tage-Buch. Erich Ruschkewitz trug seine Texte auch auf der Bühne und im Rundfunk vor.
1929 konnte er einen Gedichtband mit dem Titel Adlers Brauhaus bis Leichenschauhaus veröffentlichen, der das Leben in der Stadt Danzig schildert und die sozialen Probleme ihrer Bewohner unverblümt und trotzdem poetisch beschreibt. Im Gedicht Danziger Nacht – mit Bezug auf In Danzig von Joseph von Eichendorff verfasst – dekonstruiert er den Mythos der alten Hansestadt. Der Gedichtband wurde im Rocznik Gdański (Danziger Jahrbuch) positiv rezensiert, als „wirklich schöne, leichte, aber ‚zu Herzen gehende‘ Danziger Gedichte“; stieß aber bei der deutschsprachigen Kritik auf Ablehnung. Erich Ruschkewitz hatte enge Beziehungen zu polnischen Kollegen und veröffentlichte in der internationalen Literaturzeitschrift Pologne Littéraire und im Danziger Jahrbuch Erinnerungen an den von ihm bewunderten Freund Stanisław Przybyszewski.
1933 erreichten die Nationalsozialisten im Volkstag, dem Parlament der Freien Stadt Danzig die absolute Mehrheit, wodurch sich die Lage der Juden und der kritischen Intellektuellen verschlechterte. Erich Ruschkewitz, Jude und Mitglied der SPD Danzig, wurde wegen seiner beißenden Artikel in der Danziger Volksstimme (verboten 1936) mehrfach verprügelt und verhaftet. Bemerkenswerterweise besann er sich erst jetzt auf sein Judentum, übernahm die Leitung des Jüdischen Klubs und wurde Mitarbeiter (und ab 1939 Chefredakteur) des Jüdischen Gemeindeblatts. Nach dem Anschluss Danzigs an das Deutsche Reich organisierte er 1940 die Auswanderung der Danziger Jüdischen Gemeinde. Er selbst wanderte nicht aus – wahrscheinlich wegen seiner Mutter, die am 17. August 1941 starb –, und wurde am 7. Dezember 1941 mit einem der letzten Transporte Danziger Juden nach Riga-Jungfernhof deportiert.
In der Anthologie »Beständig ist das leicht Verletzliche« ist Erich Ruschkewitz mit dem Gedicht Hofsänger (1929) vertreten.

## Werke von Erich Ruschkewitz

### Sechs Zeilen von Erich Ruschkewitz
Aus: Hofsänger
Ganz besonders, wenn die Freitage nahn,

öle ich mit großer Sorgfalt mein Organ,

und dann ziehe ich mit dem sogenannten frohen Sängersinn

über die Danziger Höfe hin.

Ich singe aber nicht, weil mir Gesang gegeben,

ich will bloß leben.

### Lyrik
- Adlers Brauhaus bis Leichenschauhaus. Buchdruck- und Verlagsgesellschaft Danzig / Rats-Buchhandlung M. Kloschies 1929, 31 S. DNB-Katalog: Inhaltsverzeichnis Gedichte Danziger Nacht, Danziger Mai, Ausklang Abgerufen am 10. November 1923.
- Erich Ruschkewitz (Anthologie) (Reihe Versensporn 27). Edition Poesie Schmeckt Gut, Jena, 2017, 35 S. Gedichte Auch ein Friedhof, Ausklang, In der Halben Allee, Melancholie am Sonntag, Vom Beischlag, der einen anderen Buchstaben hat gewollt. Abgerufen am 10. November 1923.
- Wulf Kirsten (Hrsg.): »Beständig ist das leicht Verletzliche« Gedichte in deutscher Sprache von Nietzsche bis Celan Ammann Verlag, Zürich 2010, ISBN 978-3-250-10535-0. Seite 531 und 1034

### Essays
- Stunden mit Przybyszewski. In: Pologne Littéraire Nr. 20, 15. Mai 1928, S. 4f.
- Pamięci Stanisława Przybyszewskiego. In: Rocznik Gdański 12, 1938, S. 223–231.